# Цзян Чуньюнь
Цзян Чунью́нь (кит. упр. 姜春云, пиньинь Jiāng Chūnyún, апрель 1930, пров. Шаньдун — 28 августа 2021) — китайский политик и партийный деятель, член Политбюро ЦК КПК (1992—2002) и секретарь ЦК КПК (1994—1997), зампред ПК ВСНП (1998—2003), вице-премьер Госсовета КНР (1995—1998). Член ЦК КПК с 1987 года (по 2002), глава парткома пров. Шаньдун в 1989—1994 гг. и её губернатор в 1987—1989 гг. Профессор Шаньдунского университета.
Член КПК с 1947 года, член ЦК КПК 13—15 созывов, секретарь ЦК 14 созыва с 1994 годакооптирован на IV пленуме, член Политбюро 14—15 созывов. Депутат ВСНП 7—8 созывов.

## Биография
Родился в семье плотника на той части территории уезда Лайян, которая после Второй мировой войны стала уездом Лайси. С детства работал на ферме.
В 1984—87 гг. — глава Цзинаньского (столица провинции Шаньдун) горкома КПК. В 1987—1989 гг. губернатор, в 1989—1994 гг. глава парткома пров. Шаньдун. Поддерживал Дэн Сяопина.
В 1995—1998 годах — вице-премьер Госсовета КНР, курировал вопросы сельского хозяйства.
В 1998—2003 гг. — 3-й зампред ПК ВСНП 9-го созыва.
С 2003 года — на пенсии.
Женат, два сына и дочь.